# C Sharp
«C#» (pronunciado «C sharp») es un lenguaje de programación multiparadigma desarrollado y estandarizado por la empresa Microsoft como parte de su plataforma .NET, que después fue aprobado como un estándar por la ECMA (ECMA-334) e ISO (ISO/IEC 23270). C# es uno de los lenguajes de programación diseñados para la infraestructura de lenguaje común.
Su sintaxis básica deriva de C/C++ y utiliza el modelo de objetos de la plataforma .NET, similar al de Java, aunque incluye mejoras derivadas de otros lenguajes.
El nombre C Sharp fue inspirado por el signo ♯, el cual se lee como sharp en inglés para notación musical. Es un juego de palabras, pues '"C#" significa, musicalmente hablando, "do sostenido", donde el símbolo # indica que una nota (en este caso do, representada por C) debe ser un semitono más alta. Esto es una metáfora de la superioridad de C# sobre su antecesor C++ y a su vez hace alusión a la misma metáfora que se ideó para dar nombre a C++. Además, el símbolo # puede ser imaginado como la unión de cuatro símbolos +, continuando así con el sentido de progresión de los lenguajes C. 
Aunque C# forma parte de la plataforma .NET, esta es una API, mientras que C# es un lenguaje de programación independiente diseñado para generar programas sobre dicha plataforma. Ya existe un compilador implementado que provee el marco Mono - DotGNU, el cual genera programas para distintas plataformas como Microsoft Windows, Unix, Android, iOS, Windows Phone, Mac OS y GNU/Linux.

## Historia
Durante el desarrollo de la plataforma .NET, las bibliotecas de clases fueron escritas originalmente usando un sistema de código gestionado llamado Simple Managed C (SMC). En abril de 1999, Anders Hejlsberg formó un equipo con la misión de desarrollar un nuevo lenguaje orientado a objetos. Este nombre tuvo que ser cambiado debido a problemas de marca, pasando a llamarse C#. La biblioteca de clases de la plataforma .NET fue migrada entonces al nuevo lenguaje, y este después fue modificado por Joseth M.
Hejlsberg lideró el proyecto de desarrollo de C#. Anteriormente ya había participado en el desarrollo de otros lenguajes como Turbo Pascal, Delphi y J++.

## Tipos de datos
C# contiene veinte categorías generales de tipos de datos integrados: tipos de valor y tipos de referencia. El término tipo de valor indica que esos tipos contienen directamente sus valores. Tipos para definir números enteros:
| Tipo   | Equivalente BCL | Tamaño                            | Intervalo                                              | Significado             |
| ------ | --------------- | --------------------------------- | ------------------------------------------------------ | ----------------------- |
| byte   | System.Byte     | 8-bit (1-byte)                    | 0 a 255                                                | Entero sin signo        |
| sbyte  | System.SByte    | 8-bit (1-byte)                    | -128 a 127                                             | Entero con signo        |
| short  | System.Int16    | 16-bit (2-byte)                   | -32.768 a 32.767                                       | Entero corto con signo  |
| ushort | System.UInt16   | 16-bit (2-byte)                   | 0 a 65.535                                             | Entero corto sin signo  |
| int    | System.Int32    | 32-bit (4-byte)                   | -2.147.483.648 a 2.147.483.647                         | Entero medio con signo  |
| uint   | System.UInt32   | 32-bit (4-byte)                   | 0 a 4.294.967.295                                      | Entero medio sin signo  |
| long   | System.Int64    | 64-bit (8-byte)                   | -9.223.372.036.854.775.808 a 9.223.372.036.854.775.807 | Entero largo con signo  |
| ulong  | System.UInt64   | 64-bit (8-byte)                   | 0 a 18.446.744.073.709.551.615                         | Entero largo sin signo  |
| nint   | System.IntPtr   | 64-bit o 32-bit (4-byte o 8-byte) | Depende de la plataforma en la que se ejecute          | Entero nativo con signo |
| nuint  | System.UIntPtr  | 64-bit o 32-bit (4-byte o 8-byte) | Depende de la plataforma en la que se ejecute          | Entero nativo sin signo |

Los tipos de coma flotante pueden representar números con componentes fraccionales. Existen dos clases de tipos de coma flotante: float y double. El tipo double es el más utilizado porque muchas funciones matemáticas de la biblioteca de clases de C# usan valores double. Quizá, el tipo de coma flotante más interesante de C# es decimal, dirigido al uso de cálculos monetarios. La aritmética de coma flotante normal está sujeta a una variedad de errores de redondeo cuando se aplica a valores decimales. El tipo decimal elimina estos errores y puede representar hasta 28 lugares decimales.
| Tipo    | Equivalente BCL | Tamaño            | Intervalo                                                         | Significado             |
| ------- | --------------- | ----------------- | ----------------------------------------------------------------- | ----------------------- |
| float   | System.Single   | 32-bit (4-byte)   | ±1.401298E−45 a ±3.402823E+38                                     | Coma flotante corto     |
| double  | System.Double   | 64-bit (8-byte)   | ±4.94065645841246E−324 a ±1.79769313486232E+308                   | Coma flotante largo     |
| decimal | System.Decimal  | 128-bit (16-byte) | −7.9228162514264337593543950335 a +7.9228162514264337593543950335 | Coma flotante monetario |

Los caracteres en C# no tienen un tamaño de 8 bits como en muchos otros lenguajes de programación, sino que usan un tamaño de 16 bits. Este tipo de dato se llama char y utiliza la codificación Unicode. No existen conversiones automáticas de tipo entero a char.
| Tipo | Equivalente BCL | Tamaño          | Intervalo           | Significado      |
| ---- | --------------- | --------------- | ------------------- | ---------------- |
| char | System.Char     | 16-bit (2-byte) | '\u0000' a '\uFFFF' | Carácter unicode |

Para los tipos de datos lógicos no existen conversiones automáticas de tipo entero a bool.
| Tipo | Equivalente BCL | Tamaño         | Intervalo    | Significado       |
| ---- | --------------- | -------------- | ------------ | ----------------- |
| bool | System.Boolean  | 8-bit (1-byte) | true o false | Verdadero o falso |

## Literales
En ocasiones, resulta más sencillo usar un sistema numérico en base 16 en lugar de 10, para tal caso C# permite especificar números enteros en formato hexadecimal, y se define anteponiendo 0x, por ejemplo: 0xFF, que equivale a 255 en decimal. Asimismo, también permite poner estos en formato binario anteponiendo 0b.
C# tiene caracteres denominados secuencias de escape para facilitar la escritura con el teclado de símbolos que carecen de representación visual.
C#, al igual que C++, define un tipo de cadena de caracteres. Dentro de la cadena de caracteres se pueden usar secuencias de escape. Una cadena de caracteres puede iniciarse con el símbolo @ seguido por una cadena entre comillas ("), en tal caso, las secuencias de escape no tienen efecto, y además la cadena puede ocupar dos o más líneas.
| Enteros                | Enteros                                          |
| ---------------------- | ------------------------------------------------ |
| decimal                | 245, [0..9]+                                     |
| hexadecimal            | 0xF5, 0x[0..9, A..F, a..f]+                      |
| binario                | 0b01001111, 0b[0..1]+                            |
| entero largo           | 12L                                              |
| entero largo sin signo | 654UL                                            |
| Coma flotante          |                                                  |
| float                  | 23.5F, 23.5f; 1.72E3F, 1.72E3f, 1.72e3F, 1.72e3f |
| double                 | 23.5, 23.5D, 23.5d, 1.72E3, 1.72E3D              |
| decimal                | 9.95M                                            |
| Caracteres             |                                                  |
| char                   | 'a', 'Z', '\u0231'                               |
| Cadenas                |                                                  |
| String                 | "Hello, world"; "C:\\Windows\\", @"C:\Windows\"  |
| Secuencias de escape   |                                                  |
| Alerta (timbre)        | \a                                               |
| Retroceso              | \b                                               |
| Avance de página       | \f                                               |
| Nueva línea            | \n                                               |
| Retorno de carro       | \r                                               |
| Tabulador horizontal   | \t                                               |
| Tabulador vertical     | \v                                               |
| Nulo                   | \0                                               |
| Comilla simple         | \'                                               |
| Comilla doble          | \"                                               |
| Barra inversa          | \\                                               |

## Variables
Las variables son identificadores asociados a valores. Se declaran indicando el tipo de dato que almacenará y su identificador.
Un identificador puede:
- empezar por "_".
- contener caracteres Unicode en mayúsculas y minúsculas (sensible a mayúsculas y minúsculas).

Un identificador no puede:
- empezar por un número.
- empezar por un símbolo, ni aunque sea una palabra clave.
- contener más de 511 caracteres.

Declarar una variable:
```
int
 
miNumero
;
 
// Declaramos la variable, pero no la inicializamos con ningún valor.

```

Para asignar un valor a una variable, se indica el identificador de la misma, seguido del símbolo igual (=) y el valor que queremos que almacene:
```
miNumero
 
=
 
5
;
 
// Asignamos el valor '5' a la variable creada.

```

Se puede declarar y asignar un valor al mismo tiempo:
```
int
 
miNumero
 
=
 
5
;
 
// Declaramos la variable, y asignamos el valor '5'.

```

También puedes declarar una variable sin especificar el tipo de dato, utilizando el mecanismo de inferencia mediante la palabra clave var donde el compilador determina el tipo de dato que se le asignará a la variable y solamente es permitida para variables locales, no para parámetros o datos miembro.
```
var
 
cadena
 
=
 
"Esto es un string"
;

var
 
numero1
 
=
 
5
;

var
 
numero2
 
=
 
4.5
;

var
 
numero3
 
=
 
4.5D
;

var
 
objeto
 
=
 
new
 
Object
();

var
 
resultado
 
=
 
Math
.
Pow
(
5
,
 
2
);

```

Las conversiones de tipo de variables en C# se representan en la siguiente tabla en donde la fila es el origen y la columna el destino.
| Leyenda | Leyenda                                |
| ------- | -------------------------------------- |
| Rojo    | Conversión incompatible (I).           |
| Verde   | Conversión automática o implícita (A). |
| Azul    | Conversión explícita (E).              |

|         | byte | sbyte | short | ushort | int | uint | long | ulong | float | double | decimal | char | bool |
| ------- | ---- | ----- | ----- | ------ | --- | ---- | ---- | ----- | ----- | ------ | ------- | ---- | ---- |
| byte    |      | E     | A     | A      | A   | A    | A    | A     | E     | E      | E       | E    | I    |
| sbyte   | E    |       | A     | E      | A   | E    | A    | A     | E     | E      | E       | E    | I    |
| short   | E    | E     |       | E      | A   | A    | A    | A     | E     | E      | E       | E    | I    |
| ushort  | E    | E     | E     |        | A   | A    | A    | A     | E     | E      | E       | E    | I    |
| int     | E    | E     | E     | E      |     | E    | A    | A     | E     | E      | E       | E    | I    |
| uint    | E    | E     | E     | E      | E   |      | A    | A     | E     | E      | E       | E    | I    |
| long    | E    | E     | E     | E      | E   | E    |      | E     | E     | E      | E       | E    | I    |
| ulong   | E    | E     | E     | E      | E   | E    | E    |       | E     | E      | E       | E    | I    |
| float   | E    | E     | E     | E      | E   | E    | E    | E     |       | A      | E       | I    | I    |
| double  | E    | E     | E     | E      | E   | E    | E    | E     | E     |        | E       | I    | I    |
| decimal | E    | E     | E     | E      | E   | E    | E    | E     | E     | E      |         | I    | I    |
| char    | E    | E     | E     | A      | A   | A    | A    | A     | A     | A      | A       |      | I    |
| bool    | I    | I     | I     | I      | I   | I    | I    | I     | I     | I      | I       | I    |      |

- Toda conversión implícita no ocasiona pérdida de información, truncamientos o redondeos.
- Es posible (aunque no siempre ocurre) que en una conversión explícita haya pérdida de información, truncamientos o redondeos.
- En toda conversión implícita el tipo de dato destino es mayor que el tipo de dato origen.
- La conversión explícita se realiza indicando el tipo de dato al que se quiere convertir entre paréntesis, seguido del valor:

```
long
 
valor
 
=
 
123
;
 
// Conversión implícita

long
 
valor
 
=
 
(
long
)
123
;
 
// Conversión explícita

```

Además de realizarse dentro de una asignación, las conversiones de tipos también tienen lugar dentro de una expresión, pues en cada operación ambos operandos deben de ser del mismo tipo. Si la conversión es del tipo implícito se efectúa el siguiente algoritmo en dicho orden:
1. Si un operando es decimal, el otro operando se transforma a decimal.
2. Si un operando es double, el otro operando se transforma a double.
3. Si un operando es float, el otro operando se transforma a float.
4. Si un operando es ulong, el otro operando se transforma a ulong.
5. Si un operando es long, el otro operando se transforma a long.
6. Si un operando es uint, y si el otro operando es de tipo sbyte, short o int, los dos se transforman a long.
7. Si un operando es uint, el otro operando se transforma a uint.
8. Si no es ninguno de los casos anteriores, los dos operandos se transforman a int.

## Constantes
Las constantes son valores inmutables, y por tanto no se pueden cambiar.
const
Cuando se declara una constante con la palabra clave const, también se debe asignar el valor. Tras esto, la constante queda bloqueada y no se puede cambiar. Son implícitamente estáticas (static).
```
const
 
double
 
PI
 
=
 
3.1415
;

```

readonly
A diferencia de const, no requiere que se asigne el valor al mismo tiempo que se declara. Pueden ser miembros de la instancia o miembros estáticos de la clase (static).
```
readonly
 
double
 
E
;

E
 
=
 
2.71828
;

```

## Operadores
| Categoría              | Operadores          |
| ---------------------- | ------------------- |
| Aritméticos            | + - * / %           |
| Lógicos                | ! && \|\|           |
| A nivel de bits        | & \| ^ ~            |
| Concatenación          | +                   |
| Incremento, decremento | ++ --               |
| Desplazamiento         | << >>               |
| Relacional             | == != < > <= >=     |
| Asignación             | = ^= <<= >>= ??=    |
| Acceso a miembro       | .                   |
| Indexación             | [ ]                 |
| Conversión             | ( )                 |
| Condicional            | ? : ??              |
| Creación de objeto     | new                 |
| Información de tipo    | as is sizeof typeof |

- Los operadores aritméticos funcionan igual que en C y C++.
- El resultado de los operadores relacionales y lógicos es un valor de tipo bool.
- Los operadores de cortocircuito evalúan el segundo operando solo cuando es necesario.
- Los operadores a nivel de bits no se pueden aplicar a tipos bool, float, double o decimal.

## Instrucciones de control
if-else
```
if
 
(
i
 
==
 
2
)
 

{

    
// ...

}

else
 
if
 
(
i
 
==
 
3
)
 

{

    
// ...

}

else
 

{

    
// ...

}

```

switch
```
switch
 
(
i
)
 

{

    
case
 
1
:

        
...

        
break
;

    
case
 
2
:

    
case
 
3
:

        
...

        
break
;

    
default
:

        
...

        
break
;

}

```

for
```
for
 
(
int
 
i
 
=
 
0
;
 
i
 
<
 
10
;
 
++
i
)
 

{

    
// ...

}

```

while
```
while
 
(
i
 
<
 
10
)
 

{

    
// ...

}

```

do-while
```
do
 

{

    
// ...

}
 
while
 
(
true
);

```

foreach
```
foreach
 
(
char
 
c
 
in
 
charList
)
 

{

    
// ...

}

```

- Las instrucciones if-else, for, while, do-while, switch, return, break, continue son, básicamente, iguales que en C, C++ y Java.
- La instrucción foreach, al igual que en Java, realiza un ciclo a través de los elementos de una matriz o colección. En este ciclo se recorre la colección y la variable recibe un elemento de dicha colección en cada iteración.
- La instrucción goto se sigue utilizando en C# a pesar de la polémica sobre su uso.

## Métodos
- Todo método debe ser parte de una clase, no existen métodos globales (funciones).
- Por defecto, los parámetros se pasan por valor. (Nótese que las listas y otras colecciones son variables por referencia (referencias al espacio reservado para esa lista en la pila) y que se pasa por valor al método la referencia, pero el espacio reservado para la lista es común, por lo que si elimina un elemento lo hace también de la original).
- El modificador ref fuerza a pasar los parámetros por referencia en vez de pasarlos por valor y obliga a inicializar la variable antes de pasar el parámetro.
- El modificador out es similar al modificador ref, con la diferencia de que no se obliga a inicializar la variable antes de pasar el parámetro.
- Cuando ref y out modifican un parámetro de referencia, la propia referencia se pasa por referencia.
- El modificador params sirve para definir un número variable de argumentos los cuales se implementan como una matriz.
- Un método debe tener como máximo un único parámetro params y este debe ser el último.

- Un método puede devolver cualquier tipo de dato, incluyendo tipos de clase.
- Ya que en C# las matrices se implementan como objetos, un método también puede devolver una matriz (algo que se diferencia de C++ en que las matrices no son válidas como tipos de valores devueltos).
- C# implementa sobrecarga de métodos, dos o más métodos pueden tener el mismo nombre siempre y cuando se diferencien por sus parámetros.
- El método Main es un método especial al cual se refiere el punto de partida del programa.

ref
```
void
 
PassRef
(
ref
 
int
 
x
)
 

{

    
if
 
(
x
 
==
 
2
)
 

    
{

        
x
 
=
 
10
;

    
}

}

int
 
z
 
=
 
0
;

PassRef
(
ref
 
z
);

```

out
```
void
 
PassOut
(
out
 
int
 
x
)
 

{

    
x
 
=
 
2
;

}

int
 
z
;

PassOut
(
out
 
z
);

```

params
```
int
 
MaxVal
(
char
 
c
,
 
params
 
int
[]
 
nums
)

{

    
// ...

}

int
 
a
 
=
 
1
;

MaxVal
(
'a'
,
 
23
,
 
3
,
 
a
,
 
-
12
);
 
// El primer parámetro es obligatorio, seguidamente se pueden poner tantos números enteros como se quiera

```

Sobrecarga de métodos
```
int
 
Suma
(
int
 
x
,
 
int
 
y
)
 

{

    
return
 
x
 
+
 
y
;

}

int
 
Suma
(
int
 
x
,
 
int
 
y
,
 
int
 
z
)
 

{

    
return
 
x
 
+
 
y
 
+
 
z
;

}

int
 
Suma
(
params
 
int
[]
 
numeros
)
 

{

    
int
 
Sumatoria
 
=
 
0
;

    
foreach
(
int
 
c
 
in
 
numeros
)

        
Sumatoria
 
+=
 
c
;

    
return
 
Sumatoria
;

}

Suma
(
1
,
 
2
);
 
// Llamará al primer método.

Suma
(
1
,
 
2
,
 
3
);
 
// Llamará al segundo método.

Suma
(
1
,
 
2
,
 
3
,
 
4
,
 
5
,
 
6
)
 
// Llamará al tercer método.

```

Main
```
public
 
static
 
void
 
Main
(
string
[]
 
args
)
 

{

    
// ...

}

```

## Matrices
- En C# las matrices se implementan como objetos.
- Los índices de las matrices comienzan en 0.
- Ya que C# implementa las matrices como objetos, cada matriz tiene una propiedad Length que contiene el número de elementos que puede alojar o tiene alojados.

Declarar una matriz:
```
int
[]
 
intArray
 
=
 
new
 
int
[
5
];

```

Declarar e inicializar una matriz (el tamaño de la matriz se puede omitir):
```
int
[]
 
intArray
 
=
 
new
 
int
[]
 
{
1
,
 
2
,
 
3
,
 
4
,
 
5
};

```

Acceder a un elemento:
```
intArray
[
2
];
 
// Retornará el valor '3'

```

Declarar una matriz multidimensional:
```
int
[,]
 
intMultiArray
 
=
 
new
 
int
[
3
,
 
2
];
 
// 3 filas y 2 columnas

```

Declarar e inicializar una matriz multidimensional (el tamaño de la matriz se puede omitir):
```
int
[,]
 
intMultiArray
 
=
 
new
 
int
[,]
 
{
 
{
1
,
 
2
},
 
{
3
,
 
4
},
 
{
5
,
 
6
}
 
};

```

Acceder a un elemento de una matriz multidimensional:
```
intMultiArray
[
2
,
 
0
];
 
// Retornará el valor '5'

```

Más información en: Tutorial de matrices (C#) (en inglés).

## Clases y objetos
- Una variable de objeto de cierta clase no almacena los valores del objeto sino su referencia (al igual que Java)
- El operador de asignación no copia los valores de un objeto, sino la referencia al mismo (al igual que Java).
- Un constructor tiene el mismo nombre que su clase y es sintácticamente similar a un método.
- Un constructor no devuelve ningún valor (ni siquiera void).
- Al igual que los métodos, los constructores también pueden ser sobrecargados.
- Si no se especifica un constructor en una clase, se usa uno por defecto que consiste en asignar a todas las variables el valor 0, null o false según corresponda.
- Cuando un objeto no es referenciado por ninguna variable, el recolector de basura ejecuta el destructor de dicha clase y libera la memoria utilizada.
- El destructor de una clase no se llama cuando un objeto sale del ámbito.
- Todos los destructores se llamarán antes de que finalice un programa.
- La palabra clave this es una referencia al mismo objeto en el cual se usa.
- La palabra clave base es una referencia a la clase padre del objeto en la que se usa (por defecto, Object).
- La palabra clave static hace que un miembro pertenezca a una clase en vez de pertenecer a objetos de dicha clase. Se puede tener acceso a dicho miembro antes de que se cree cualquier objeto de su clase y sin referencias a un objeto.
- Un método static no tiene una referencia this.
- Un método static puede llamar solamente a otros métodos static.
- Un método static solamente debe tener acceso directamente a datos static.
- Un constructor static se usa para inicializar atributos que se aplican a una clase en lugar de aplicarse a una instancia.
- C# permite la sobrecarga de operadores (+, -, *, etc.) con la palabra clave operator.
- Al comparar objetos (==, !=, <, >, <=, >=) se comprueba si hacen referencia al mismo objeto.

Declarar una clase:
```
class
 
Clase
 

{

}

```

Iniciar una clase (también llamado crear un objeto de la clase o instanciar una clase):
```
Clase
 
c
 
=
 
new
 
Clase
();

```

Constructor (como si fuera un método, pero con el nombre de su clase):
```
class
 
Clase
 

{

    
Clase
()
 

    
{

        
// ...

    
}

}

```

Destructor (como si fuera un método, precedido del símbolo '~'):
```
class
 
Clase
 

{

    
~
Clase
()
 

    
{

        
// ...

    
}

}

```

this:
```
class
 
Clase
 

{

    
int
 
i
 
=
 
1
;

    
Clase
()
 

    
{

        
this
.
Arrancar
();
 
// Llamará al método 'Arrancar' del objeto

    
}

    
void
 
Arrancar
()
  

    
{

        
// ...

    
}

}

```

static:
```
class
 
Clase
 

{

    
static
 
int
 
i
 
=
 
1
;

}

Clase
.
i
;
 
// Retornará el valor '1'. No hace falta crear un objeto, ya que al ser 'static', pertenece a la clase.

```

operator:
```
class
 
Clase
 

{

    
static
 
int
 
operator
 
+
(
int
 
x
,
 
int
 
y
)
 

    
{

        
// Sobrecarga el operador '+'

        
// ...

    
}

    
static
 
int
 
operator
 
-
(
int
 
x
,
 
int
 
y
)
 

    
{

        
// Sobrecarga el operador '-'

        
// ...

    
}

    
static
 
int
 
operator
 
int
(
byte
 
x
)
 

    
{

        
// Sobrecarga la conversión de tipo 'byte' a 'int'

        
// ...

    
}

}

```

Comparación de objetos:
```
class
 
Clase
 

{

}

Clase
 
c1
 
=
 
new
 
Clase
();

Clase
 
c2
 
=
 
new
 
Clase
();

bool
 
b
 
=
 
c1
 
==
 
c2
;
 
// Retornará 'false', ya que son dos objetos distintos

```

## Cadenas de caracteres
- El tipo de dato para las cadenas de caracteres es string.
- Realmente la palabra clave string es un alias de la clase System.String de la plataforma .NET.
- En C# las cadenas son objetos y no una matriz de caracteres; aun así, se puede obtener un carácter arbitrario de una cadena por medio de su índice (pero no modificarlo).
- Las cadenas son inmutables, una vez creadas no se pueden modificar, solo se pueden copiar total o parcialmente.
- El operador == determina si dos referencias hacen referencia al mismo objeto, pero al usar dicho operador con dos variables tipo string se prueba la igualdad del contenido de las cadenas y no su referencia. Sin embargo, con el resto de los operadores relacionales, como < y >=, sí se comparan las referencias.
- Se pueden concatenar (unir) dos cadenas mediante el operador +.
- Las cadenas se pueden usar en las instrucciones switch.

Declarar una cadena de caracteres (como si fuera una variable de un tipo de dato como int o double):
```
string
 
texto
 
=
 
"Cadena de caracteres"
;

string
 
texto
 
=
 
new
 
System
.
String
(
"Cadena de caracteres"
);
 
// Equivalente al anterior

```

Longitud de una cadena:
```
string
 
texto
 
=
 
"Cadena de caracteres"
;

int
 
i
 
=
 
texto
.
Length
;
 
// Retornará '20'

```

Comparar dos cadenas:
```
bool
 
b
 
=
 
"texto"
 
==
 
"texto"
;
 
// Retornará 'true', ya que ambas cadenas contienen "texto"

```

Concatenar cadenas:
```
string
 
texto
 
=
 
"Cadena de"
 
+
 
" caracteres"
;
 
// Nótese el espacio antes de "caracteres", si no se pusiera, aparecería junto: "decaracteres"

```

La clase System.String, y una instancia de la misma, string, poseen algunos métodos para trabajar con cadenas, como:
static string Copy(string str): devuelve una copia de str.
```
string
 
texto1
 
=
 
"abc"
;

string
 
texto2
 
=
 
"xyz"
;

string
 
texto2
 
=
 
System
.
String
.
Copy
(
texto1
);
 
// 'texto2' ahora contiene "abc"

```

int CompareTo(string str): devuelve menor que cero si la cadena que llama es menor que str, mayor que cero si la cadena que llama es mayor que str, y cero si las cadenas son iguales.
```
string
 
texto
 
=
 
"abc"
;

int
 
i
 
=
 
texto
.
CompareTo
(
"abc"
);
 
// Retornará '0'

```

int IndexOf(string str): devuelve el índice de la primera coincidencia de la subcadena especificada en str, o -1 en caso de error.
```
string
 
texto
 
=
 
"abcdefabcdef"
;

int
 
i
 
=
 
texto
.
IndexOf
(
"e"
);
 
// Retornará '4'

int
 
j
 
=
 
texto
.
IndexOf
(
"def"
);
 
// Retornará '3', que es donde se encuentra el carácter 'd', seguido de 'e' y 'f'

```

int LastIndexOf(string str): devuelve el índice de la última coincidencia de la subcadena especificada en str, o -1 en caso de error.
```
string
 
texto
 
=
 
"abcdefabcdef"
;

int
 
i
 
=
 
texto
.
LastIndexOf
(
"e"
);
 
// Retornará '10'

int
 
j
 
=
 
texto
.
LastIndexOf
(
"def"
);
 
// Retornará '9', que es donde se encuentra el último carácter 'd', seguido de 'e' y 'f'

```

string ToLower: devuelve una copia de la cadena en minúsculas.
```
string
 
texto
 
=
 
"ABC"
;

string
 
texto
 
=
 
texto
.
ToLower
();
 
// Retornará "abc"

```

string ToUpper: devuelve una copia de la cadena en mayúsculas.
```
string
 
texto
 
=
 
"abc"
;

string
 
texto
 
=
 
texto
.
ToUpper
();
 
// Retornará "ABC"

```

string Substring: devuelve una subcadena, indicando la posición de inicio y la longitud que se desea.
```
string
 
texto
 
=
 
"Cadena de caracteres"
;

string
 
texto
 
=
 
texto
.
Substring
(
10
,
 
8
);
 
// Retornará "caracter"

```

Más información en: String (Clase) (System) (en inglés).

### LINQ (Language-Integrated Query)
Language-Integrated Query (LINQ) es el nombre de un conjunto de tecnologías que consiste en la integración directa de funciones de consulta en el lenguaje C# (también en Visual Basic y potencialmente en cualquier otro lenguaje de .NET). Con LINQ, ahora una consulta es una construcción de lenguaje de primera clase, igual que las clases, los métodos, los eventos, etc.
Para un programador que escribe consultas, la parte integrada en el lenguaje más visible de LINQ es la expresión de consulta. Las expresiones de consulta se escriben en la sintaxis de consulta declarativa que se introdujo en C# 3.0. Al usar sintaxis de consulta, se pueden realizar incluso operaciones complejas de filtrado, ordenación y agrupamiento en orígenes de datos con código mínimo. Los mismos patrones de expresión de consulta básicos se usan para consultar y transformar datos de bases de datos SQL, conjuntos de datos de ADO.NET, secuencias y documentos XML, y colecciones de .NET.
En el siguiente ejemplo se muestra la operación de consulta completa. La operación completa incluye la creación de un origen de datos, la definición de la expresión de consulta y la ejecución de la consulta en una instrucción foreach.
```
class
 
LINQQueryExpressions

{

    
static
 
void
 
Main
()

    
{

        
// Specify the data source. 

        
int
[]
 
scores
 
=
 
new
 
int
[]
 
{
 
97
,
 
92
,
 
81
,
 
60
 
};

        
// Define the query expression.

        
IEnumerable
<
int
>
 
scoreQuery
 
=

            
from
 
score
 
in
 
scores

            
where
 
score
 
>
 
80

            
select
 
score
;

        
// Execute the query. 

        
foreach
 
(
int
 
i
 
in
 
scoreQuery
)

        
{

            
Console
.
Write
(
i
 
+
 
" "
);

        
}
            

    
}

}

// Output: 97 92 81

```

https://msdn.microsoft.com/es-es/library/bb397676(v=vs.120).aspx

## Ejemplos
Ejemplo básico "Hola mundo":
```
using
 
System
;

public
 
class
 
Ejemplo
 

{

    
public
 
static
 
void
 
Main
(
string
[]
 
args
)
 

    
{

        
Console
.
WriteLine
(
"Hola mundo"
);

    
}

}

```

Suma y concatenación:
```
using
 
System
;

public
 
class
 
Ejemplo
 

{

    
public
 
static
 
void
 
Main
(
string
[]
 
args
)
 

    
{

        
int
 
x
 
=
 
10
;

        
int
 
y
 
=
 
20
;

        
Console
.
WriteLine
(
"El resultado es: "
 
+
 
(
x
 
+
 
y
));
 
// Imprimirá en pantalla: "El resultado es: 30"

    
}

}

```

Uso de clases, métodos, propiedades y sobrecarga:
```
using
 
System
;

public
 
class
 
Coche
 

{

    
private
 
int
 
numPuertas
;

    
public
 
int
 
NumPuertas
 

    
{

        
get
 

        
{

            
return
 
this
.
numPuertas
;

        
}

        
set
 

        
{

            
this
.
numPuertas
 
=
 
value
;
 
// 'value' es una variable que se asigna automáticamente al asignar un valor a la propiedad,

                                     
// para poder trabajar con dicho valor.

        
}

    
}

    
public
 
Coche
(
int
 
numPuertas
)
 

    
{

        
this
.
NumPuertas
 
=
 
numPuertas
;

    
}

    
// Sobrecarga: si se instancia la clase sin indicar ningún parámetro, se inicializa 'numPuertas' con el valor '2'

    
public
 
Coche
()
 
:
 
this
(
2
)
 

    
{

    
}

}

public
 
class
 
Ejemplo
 

{

    
public
 
static
 
void
 
Main
(
string
[]
 
args
)
 

    
{

        
Coche
 
coche
 
=
 
new
 
Coche
();
 
// Se usa el segundo constructor

        
coche
.
NumPuertas
 
=
 
4
;

        
Console
.
WriteLine
(
"El número de puertas es: "
 
+
 
coche
.
NumPuertas
);
// Imprimirá en pantalla: "El número de puertas es: 4"

    
}

}

```

Ejemplo de Vectores o Arreglos paralelos:
Problema 1:
Desarrollar un programa que permita cargar 5 nombres de personas y sus edades respectivas. Luego de realizar la carga por teclado de todos los datos imprimir los nombres de las personas mayores de edad (mayores o iguales a 18 años). 
Programa:
```
using
 
System
;

using
 
System.Collections.Generic
;

using
 
System.Linq
;

using
 
System.Text
;

namespace
 
PruebaVector10

{

    
class
 
PruebaVector10

    
{

        
private
 
string
[]
 
nombres
;

        
private
 
int
[]
 
edades
;

        
public
 
void
 
Cargar
()
 

        
{

            
nombres
=
new
 
string
[
5
];

            
edades
=
new
 
int
[
5
];

            
for
(
int
 
f
=
0
;
f
 
<
 
nombres
.
Length
;
f
++
)
 

            
{

                
Console
.
Write
(
"Ingrese nombre:"
);

                
nombres
[
f
]
=
Console
.
ReadLine
();

                
Console
.
Write
(
"Ingrese edad:"
);

                
string
 
linea
;

                
linea
 
=
 
Console
.
ReadLine
();

                
edades
[
f
]
=
int
.
Parse
(
linea
);
            

            
}

        
}

        
public
 
void
 
MayoresEdad
()
 

        
{

            
Console
.
WriteLine
(
"Personas mayores de edad."
);

	    
for
(
int
 
f
=
0
;
f
 
<
 
nombres
.
Length
;
f
++
)
 

	    
{

                
if
 
(
edades
[
f
]
 
>=
 
18
)
 

                
{

                    
Console
.
WriteLine
(
nombres
[
f
]);

                
}

	    
}

            
Console
.
ReadKey
();

        
}

        
static
 
void
 
Main
(
string
[]
 
args
)

        
{

            
PruebaVector10
 
pv
 
=
 
new
 
PruebaVector10
();

            
pv
.
Cargar
();

            
pv
.
MayoresEdad
();

        
}

    
}

}

firma
:
 
RSRR

```

## Controles comunes personalizados
Cabe destacar que los controles comunes que ofrece la plataforma .NET se pueden personalizar y/o editar para satisfacer las diferentes necesidades de los desarrolladores. El tomar la decisión de crear un control personalizado llega cuando se desea hacer una componente en donde se tiene el control total sobre su aspecto funcional y visual; con la posibilidad de no cargar las funcionalidades innecesarias para el desarrollo. 
Los casos comunes en donde se suelen usar estas características son:
- Controles simples con funcionalidad limitada (como un botón al que se le agrega movimiento).
- Controles en donde se tengan características innecesarias para el desarrollo (un botón sin los márgenes).
- Controles en donde se necesite la misma funcionalidad en un diseño diferente (botones en forma de línea para representar una arista).

## Compiladores e IDE's
En la actualidad existen los siguientes compiladores o IDE para el lenguaje C#:
- Microsoft .NET Framework 2.0 (SDK) incluye un compilador de C#, pero no un IDE.
- Microsoft Visual Studio, IDE por excelencia de este lenguaje.
- SharpDevelop, IDE libre para C# bajo licencia GNU LGPL, con una interfaz muy similar a Microsoft Visual Studio.
- Mono, es una implementación con licencia GNU GPL de todo el entorno .NET desarrollado por Novell. Como parte de esta implementación se incluye un compilador de C#.
- DotGNU Portable.NET, de la Free Software Foundation.

## Metas del diseño del lenguaje
El estándar ECMA-334 lista las siguientes metas en el diseño para C#:
- Lenguaje de programación orientado a objetos simple, moderno y de propósito general.
- Inclusión de principios de ingeniería de software tales como revisión estricta de los tipos de datos, revisión de límites de vectores, detección de intentos de usar variables no inicializadas, y recolección de basura automática.
- Capacidad para desarrollar componentes de software que se puedan usar en ambientes distribuidos.
- Portabilidad del código fuente.
- Fácil migración del programador al nuevo lenguaje, especialmente para programadores familiarizados con C, C++ y Java.
- Soporte para internacionalización.
- Adecuación para escribir aplicaciones de cualquier tamaño: desde las más grandes y sofisticadas como sistemas operativos hasta las más pequeñas funciones.
- Aplicaciones económicas en cuanto a memoria y procesado.

### En castellano
- Wikilibros alberga un libro o manual sobre C sharp NET.
- Documentación de C#
- Guía de programación de C#
- Métodos numéricos en C#
- Centro de desarrolladores de Visual C#
- Desarrollo de Software en C# Comunidad virtual para profesionales y/o estudiantes de habla castellana.
- Blog de programación, C# (Cerrado)
- Blog de programación, C# (Se encuentra almacenado en Wayback).
- Blog de programación, C# (Códigos) Para los códigos para C# (Almacenado en Wayback).
- Geeks.ms Blogs sobre desarrolladores de la plataforma .NET y C#
- Kit de desarrollo de software (SDK) de Microsoft .NET Framework 2.0 (x86), (x64) e (IA64)
- C# | WebProgramación Artículos, ejemplos, fragmentos de código, etc.

### En inglés
- Microsoft .NET Framework
- Standard ECMA-334 (Especificación del lenguaje C#).
- Especificación de C# 3.0
- C# Newbie Tutorial (Cerrado)
- C# Newbie Tutorial (Wayback) (Alojado en Wayback) Está en el idioma Árabe
- C# Tutorial
- Programmer's Heaven C# School Book (enlace roto disponible en Internet Archive; véase el historial, la primera versión y la última).
- Wikimedia Commons alberga una categoría multimedia sobre C Sharp.

- Datos: Q2370
- Multimedia: C Sharp / Q2370
- Libros y manuales: C sharp NET